# إيثان كوكس
إيثان كوكس هو لاعب هوكي الجليد كندي، ولد في 25 يوليو 1987 في ريتشموند في كندا.

## وصلات خارجية
- إيثان كوكس على موقع دوري الهوكي الوطني (الإنجليزية)
- إيثان كوكس على موقع EliteProspects.com (الإنجليزية)
- إيثان كوكس على موقع HockeyDB.com (الإنجليزية)